# Melipotis asinus
Melipotis asinus là một loài bướm đêm trong họ Erebidae.